# Theodorus van der Bell
Theodorus van der Bell (Sint-Annaland, 19 september 1720 (gedoopt 22 september) – Rijnsburg, 30 maart 1794), ook bekend als Theodorus van der Bell Joh. Fil., was een Nederlands predikant.

## Levensloop
Van der Bell was een zoon van de predikant Johannes Cornelisz. van der Bell (1669-1732) en zijn vrouw Cornelia van der Schaar (ca.1670-1732). Zijn ouders waren afkomstig uit Rotterdam, maar vestigden zich later in Sint-Annaland. Hij studeerde theologie aan de Universiteit Leiden. In 1744 trouwde hij met Maria Gibbes (1725-1790), dochter van Theodorus Gibbes, predikant te Oudenhoorn en zijn vrouw Hester van Vliet. Het echtpaar kreeg vijf kinderen. Twee van hen werden predikant namelijk: Johannes Gibbes (1750-1805) en Anthonij (1759-1794).
Van 1744 tot 1752 was hij predikant te Rockanje. Vanaf 1752 tot aan zijn dood, in 1794, was hij predikant te Rijnsburg.
Van der Bell correspondeerde met Jona Willem te Water. Van deze correspondentie zijn enkele brieven bewaard gebleven.

## Publicaties
Van der Bell schreef onder meer:
- Vervolg van des Heeren wonder-weg in het verhoogen van het volk van Nederland, na het sluyten van den Munsterschen vrede, in het jaar MDCXLVIII. Tot op het sluyten van den Aakenschen vrede, in het jaar MDCCXLVIII, 1771.[8]
- Wijsheid, kennis en vreeze des Heeren, 1775.[9]